# SBT Rio
SBT Rio é uma emissora de televisão brasileira instalada na cidade do Rio de Janeiro, capital do estado homônimo. Opera no canal 11 (24 UHF digital) e é uma emissora própria do SBT. A emissora mantém suas instalações localizadas no Centro Empresarial Charles de Gaulle, na região do Castelo, centro do Rio de Janeiro, nos arredores do Aeroporto Santos Dumont, e seus transmissores estão no topo do Morro do Sumaré, no bairro do Rio Comprido.
A emissora entrou no ar em 14 de maio de 1976, com o nome de TVS, sendo a primeira concessão de TV adquirida pelo empresário e apresentador Silvio Santos. Inicialmente, operava de maneira conjunta com a TV Record de São Paulo, esta que tinha 50% do controle acionário pertencente a Silvio. A partir de 1981, passou a ser uma das emissoras do Sistema Brasileiro de Televisão.

## História
Em 1975, o humorista Manuel de Nóbrega convence o empresário e apresentador Silvio Santos a participar de uma licitação do Governo Federal para a concessão do canal 11 VHF do Rio de Janeiro, licitação essa que foi vencida pelo empresário, e a primeira concessão de TV cedida a um artista de televisão. No mesmo ano, a futura emissora adquire um antigo galpão frigorífico localizado na rua General Padilha, 134, em São Cristóvão, onde foram montados os primeiros estúdios do canal 11. No ano seguinte, Silvio participa de um leilão da massa falida da TV Continental, arrematando o antigo sistema irradiante da emissora. Apesar de baseada no Rio de Janeiro, suas instalações principais ficariam localizadas em São Paulo, onde o Grupo Silvio Santos mantinha os Estúdios Silvio Santos, um complexo de 4.000 m² que pertenceu a extinta TV Excelsior no bairro da Vila Guilherme, além do Teatro Manuel de Nóbrega, na Pompeia, onde Silvio fazia seus programas. O nome deste último foi dado em homenagem ao humorista, que faleceu em 17 de março de 1976, durante os preparativos para a inauguração da TVS, e seria seu futuro diretor, fazendo com que Silvio entregasse o cargo para Luciano Callegari. Ao todo, foram investidos pelo menos 60 milhões de cruzeiros na futura emissora.
A TVS (abreviação para TV Studios, ou TV Studios Silvio Santos) foi inaugurada na noite do dia 14 de maio de 1976, às 21h. De início, além de atrações comandadas pelo próprio Silvio Santos e outros apresentadores, a programação da emissora, que ia ao ar diariamente de 18h até meia-noite era composta por várias séries, desenhos animados e filmes, que eram exaustivamente exibidos mais de uma vez ao dia para preencher os horários. Somente em 1.º de junho de 1977, começou a haver uma diversificação da grade, através da exibição de telenovelas, pequenos telejornais e outras atrações. Nesse mesmo dia, a TVS inaugurou uma nova torre e transmissor, com potência efetiva de 270 kW, que ampliou a qualidade do sinal e de sua cobertura. Em 1978, o Teatro Manuel de Nóbrega sofre um incêndio em São Paulo, fazendo com que Silvio Santos transferisse a produção do Programa Silvio Santos para o local onde funcionava o antigo Cine Sol, no bairro do Carandiru.
Com o fim da Rede Tupi, em 1980, as emissoras que se salvaram da cassação acabaram se afiliando à TVS. Para cuidar dessa área, foi criado o Departamento de Outras Emissoras. A TVS e a Record passaram a absorver os antigos funcionários da Tupi, entre técnicos e apresentadores. Nomes como Raul Gil, Wilton Franco (de O Povo na TV), Lolita Rodrigues e o elenco do humorístico Reapertura passaram a fazer parte da programação. Os nomes TVS-Record e Sistema Brasileiro de Televisão eram usados nessa época.

Logotipos da TVS. Boa parte de sua programação visual foi integralmente baseada na WPIX de Nova York, enquanto o primeiro logotipo era o mesmo da WBAL-TV de Baltimore.

Em setembro de 1980, Silvio Santos e Adolpho Bloch participam da concorrência aberta em 23 de julho para as concessões da Rede Tupi e da TV Excelsior de São Paulo. Silvio conquista as concessões da Rede Tupi nas cidades de São Paulo (TV Tupi São Paulo), Porto Alegre (TV Piratini) e Belém (TV Marajoara), além do canal 9 do Rio de Janeiro, que foi da extinta TV Continental e passou a ser a TV Record. Em 19 de agosto de 1981, cinco anos após a fundação da TVS Rio de Janeiro, foi inaugurado oficialmente o Sistema Brasileiro de Televisão (SBT), formado pelas emissoras de São Paulo, Rio de Janeiro, Porto Alegre e Belém (estas duas últimas entrando no ar posteriormente) e uma série de afiliadas. A nova rede passou a ser encabeçada a partir de São Paulo, agregando a estrutura já existente que era da agora TVS Rio de Janeiro.
No fim de 1982 a TVS realizou uma troca mútua de sede com a TV Record Rio de Janeiro, que desde abril daquele ano funcionava no prédio do antigo Cinema Fluminense, em frente ao Campo de São Cristóvão, e passou para o espaço da rua General Padilha. A mudança ocorreu porque o prédio da TV Record foi considerado mais apropriado para as gravações da TVS.
O canal 11 e as outras emissoras próprias do SBT continuaram a utilizar a marca TVS localmente até 1990, quando definitivamente só passam a utilizar o nome SBT — no caso do Rio, SBT Rio de Janeiro. Em 19 de agosto de 2012, quando o SBT completou 31 anos, a emissora simplificou seu nome, passando a se chamar apenas SBT Rio. Em 5 de novembro do mesmo ano, sua programação passou a ser transmitida para todo o estado do Rio de Janeiro, através do SBT Interior RJ de Nova Friburgo. Com isso, o SBT Rio tornou-se a central estadual.

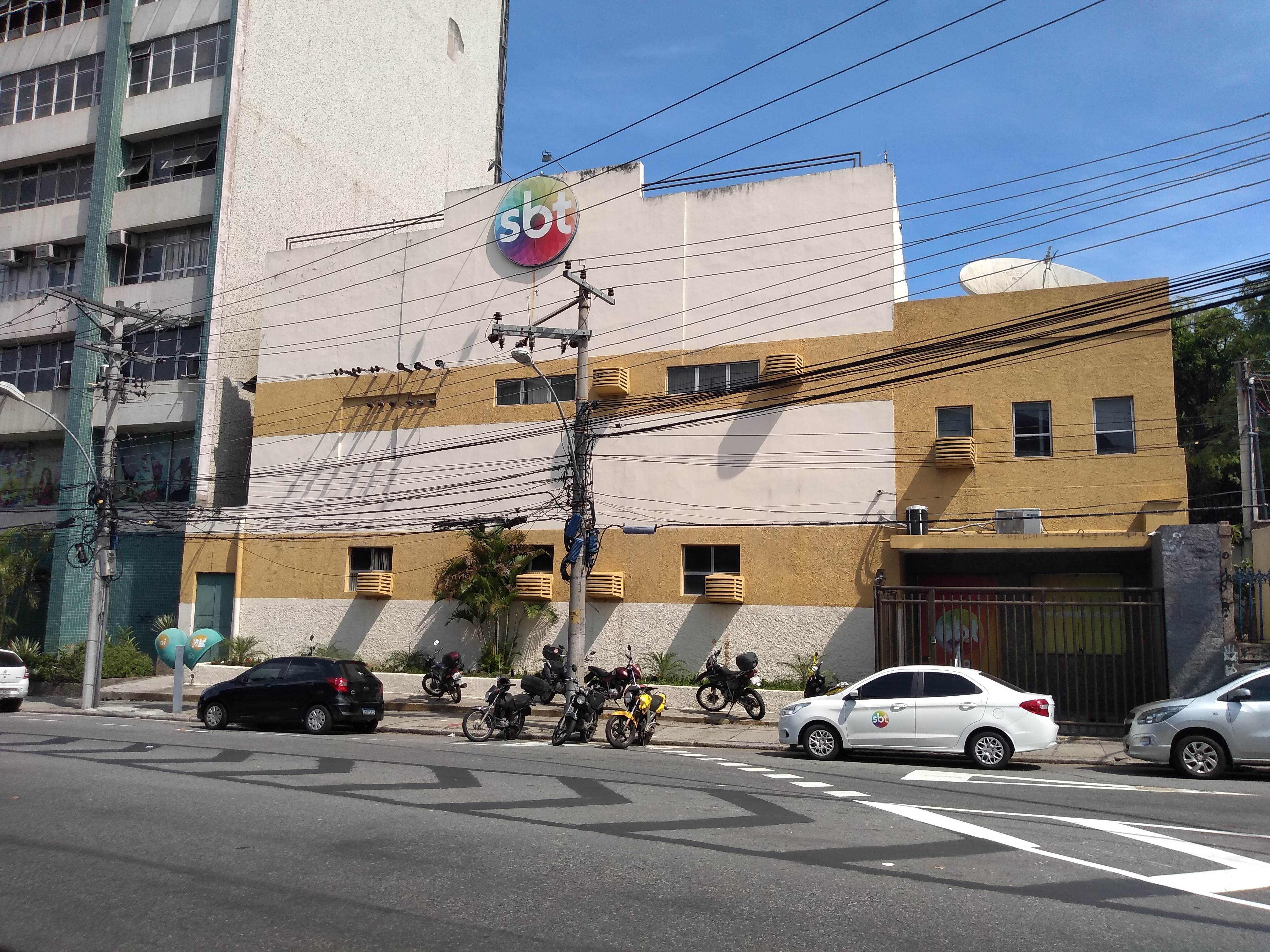
Prédio onde o SBT Rio funcionou, no bairro de São Cristóvão, entre 1982 e 2020

Em 22 de novembro de 2017, com base no decreto federal de transição das emissoras de TV brasileiras do sinal analógico para o digital, o SBT Rio, bem como as outras emissoras da cidade do Rio de Janeiro, cessou suas transmissões pelo canal 11 VHF, seguindo o cronograma oficial da ANATEL.
Em fevereiro de 2020, o SBT Rio anunciou a transferência dos seus estúdios para o Centro Empresarial Charles de Gaulle, na região do Castelo, no centro da cidade. A mudança orçada em R$ 8 milhões se deu em função dos problemas estruturais nos estúdios do Campo de São Cristovão, que vinham apresentando infiltrações e rachaduras. Após um adiamento causado pela pandemia de COVID-19, a emissora inaugurou suas novas instalações em 19 de agosto de 2021, data em que o SBT completou 40 anos no ar. Uma vez no novo endereço, também foram agrupados os seus setores administrativo e comercial que estavam no prédio do Campo de São Cristóvão, enquanto a produção dos programas locais migrou para o novo local em 20 de setembro.

## Programação

### Jornalismo
A fim de cumprir a legislação sobre o mínimo obrigatório de 5% de jornalismo na programação, a TVS exibia inicialmente um boletim informativo denominado Plantão 11, com várias edições de curta duração ao longo do dia, e também o programete Por Dentro do Lance, que era um curto comentário esportivo. Somente a partir de 1980, com uma expansão da programação, passaram a ser feitos investimentos maiores no jornalismo, com a criação do Jornal da Manhã, exibido as 8h. No ano seguinte, o telejornal foi transferido para a meia-noite e o seu título foi alterado para Jornal da Noite.
A partir de 1984, a TVS Rio de Janeiro tinha como informativo local o Jornal da Cidade, que ia ao ar no começo da noite, além de blocos locais dos telejornais Noticentro e Jornal 24 Horas. Em 1986, o SBT resolve criar um novo padrão de jornalismo local e implanta em suas emissoras o telejornal Cidade, sendo que no Rio de Janeiro, a TVS exibia o Cidade 11, apresentado por Ana Davis e Paulo Carvalho. Em 1989, o Cidade 11 é substituído pelo TJ Rio, versão local do TJ Brasil. O telejornal foi ao ar pela última vez em 18 de maio de 1991, cedendo espaço ao jornalístico Aqui Agora, transmitido em rede nacional pelo SBT. Já em 1992, após o fim das Olimpíadas, a emissora estreou o programa matinal Agenda, apresentado por Leda Nagle. O programa era baseado em entrevistas e ficou no ar até meados da década de 1990.
Após a extinção do Agenda, o SBT Rio de Janeiro passou a atuar quase como uma mera retransmissora do SBT, sem exibir nenhuma atração local. Isso mudou em 1.º de dezembro de 1999, quando em um esforço para reativar o jornalismo em suas emissoras próprias, estreou o telejornal SBT Rio, apresentado por Renata Affonso, e o semanal Câmera em Ação, que estreou em 21 de janeiro de 2003 e era exibido sempre nas sextas-feiras às 12h30. O mesmo era produzido pelo então SBT Nova Friburgo. O SBT Rio conseguiu em seus primeiros anos criar uma concorrência equilibrada com o RJTV da TV Globo Rio de Janeiro, devido a um direcionamento maior aos problemas da periferia, ocupada pela fatia dominante dos índices de audiência. No entanto, a partir de 2006, quando a TV Record Rio de Janeiro cancelou o Informe Rio para exibir a segunda fase do Balanço Geral na faixa do meio dia, o telejornal caiu para o terceiro lugar com o avanço da concorrente.
Em resposta, a direção da emissora começou a promover mudanças no noticiário, que resultaram na demissão de Renata Affonso, substituída pelo repórter Marcelo Castilho em dezembro do mesmo ano, e por Paulo Nogueira, que assumiu a função de editor do telejornal. As mudanças não surtiram efeito, e em março de 2009, Castilho foi substituído por Luiz Bacci, enquanto o SBT Rio assumia uma característica de forte apelo popular, assim como a do Balanço Geral.
Em novembro de 2010, Rogério Forcolen é contratado da TV Record RS para apresentar o SBT Rio, enquanto Luiz Bacci saía do telejornal para apresentar o RJ Record na Record Rio. Forcolen ficou no comando do SBT Rio até janeiro de 2013, quando também foi contratado pela Record Rio. Em seu lugar, estreou a repórter Isabele Benito, que está no comando do noticiário desde então. Em 23 de setembro do mesmo ano, estreou o SBT Rio Manhã, apresentado por Liane Borges, que nasceu da necessidade do SBT Rio ter mais programas locais e aumentar a sua audiência nas manhãs.
Em 11 de agosto de 2014, foi confirmado que a equipe do cronista e narrador esportivo José Carlos Araújo, o "Garotinho", havia sido contratada pela emissora para apresentar um programa esportivo. A equipe, que continha além de Garotinho, Dé Aranha, Gérson e Gilson Ricardo, havia rescindido contrato com a Band Rio, onde apresentava a versão carioca do esportivo Os Donos da Bola.
Em 8 de setembro, estreou na emissora o SBT Esporte Rio, inicialmente, em razão do horário eleitoral gratuito, ocupando os 10 minutos finais do telejornal SBT Rio. Após o fim do horário político, o programa iria ser exibido com 30 minutos de duração, mas por conta da grade nacional da emissora, foi mantido nos 10 minutos finais do telejornal. Em 2 de março de 2015, o programa deixou de ser um bloco do SBT Rio, passando a ir ao ar às 12h30, e apenas com Garotinho, Gérson e Gilson Ricardo. Garotinho também viria a apresentar a partir de 2015 o programa semanal Esporte Mágico, exibido nas tardes de sábado.
Em 29 de junho de 2018, foi ao ar pela última vez o telejornal SBT Rio Manhã, cujo cancelamento se deu após decisão da matriz em São Paulo para permitir a exibição do Primeiro Impacto. Em dezembro, José Carlos Araújo deixou a apresentação do SBT Esporte Rio após entrar em férias, porém em 1.º de fevereiro de 2019, ele deixou oficialmente o SBT Rio juntamente com Gérson e Gilson, ficando apenas Fernanda Maia no comando da atração. Neste ínterim, o programa passou a contar com os comentários de Pedro Certezas e Casimiro Miguel.
Em maio, o repórter e comediante Smigol passa a fazer parte do elenco do SBT Esporte Rio. Também em maio, o Esporte Mágico passa a ser exibido nas manhãs de domingo, devido a estreia da nova temporada de Cozinheiro vs. Chefs e o sucesso de audiência da série Henry Danger. O programa foi exibido pela última vez em 20 de outubro.
Em 20 de setembro de 2021, os programas jornalísticos locais da emissora passaram a ser produzidos a partir de sua nova sede no Centro Empresarial Charles de Gaulle. O telejornal SBT Rio ganhou então um novo cenário, com vista para a Marina da Glória e o Morro do Pão de Açúcar, enquanto o SBT Esporte ganhou um novo espaço e passou a se chamar SBT Sports Rio, a exemplo do programa exibido aos domingos pela rede.
Em 29 de agosto de 2022, após mais de três décadas sem produzir um telejornal noturno, a emissora estreou o SBT Rio 2.ª edição, apresentado pelo radialista Clóvis Monteiro. Em 18 de março de 2024, às 18h30 e com o mesmo apresentador, o telejornal saiu do ar para dar lugar ao Tá na Hora Rio, edição carioca do Tá Na Hora que estreou junto com a edição nacional.

### Entretenimento
Em seus primeiros anos no ar, a TVS apostou numa grade experimental que era majoritariamente composta de séries, filmes e desenhos animados, que eram reprisados inúmeras vezes em horários e dias diferentes. Uma delas era a Sessão Corrida, que levava ao ar o mesmo filme três vezes seguidas ao longo do dia na programação. Das atrações feitas pela própria emissora, constavam programas como Silvio Santos Diferente, programa de entrevistas com personalidades famosas e games de perguntas e respostas, num estilo completamente diferente (como o próprio título dizia) do que ele fazia até então na Rede Globo, o humorístico Bacará 76 com Ronald Golias, Um Instante Maestro com Flávio Cavalcanti e o Horóscopo com Zora Yonara. Ainda no mesmo ano, em conjunto com a Rede Tupi (via TV Tupi Rio de Janeiro), passou a retransmitir o Programa Silvio Santos, assim que a atração deixou a Globo e estreou na Tupi em 1.º de agosto.
A partir de 1.º de junho de 1977, a TVS começa a expandir sua programação, apostando inicialmente em telenovelas como Meu Pedacinho de Chão, produzida e exibida originalmente em 1971 pela TV Cultura e Rede Globo, e O Espantalho, que estava no ar pela TV Record em São Paulo. A emissora também viria a produzir em 1978 a telenovela Solar Paraíso, que teve sua exibição restrita ao Rio de Janeiro, sendo reprisada anos mais tarde pelo SBT. Também surgiram atrações como Programa Carlos Imperial, o infantil Bozo, o popularesco O Povo na TV e a Sessão Premiada. Muitos desses programas também eram exibidos para São Paulo através da TV Record, emissora que tinha 50% de participação de Silvio Santos.
Com o surgimento do SBT em 1981, a nova rede aproveitou toda a grade que até então ia ao ar pela TVS, que gerava a maior parte da sua programação dos estúdios localizados em São Paulo, agora servindo à TVS São Paulo. Com exceção do jornalismo, que também deixou de fazer parte da programação local em intervalos ocasionais, nenhum programa de entretenimento foi ao ar pela emissora até o ano de 2017. Nesse ano, estreou em 20 de maio o reality show culinário Cozinheiros vs. Chefs, apresentado por Isabele Benito e Carlos Bertolazzi. O programa, dividido em temporadas anuais, consiste em desafios culinários feitos pelo cozinheiro Rubens Zerbinato, que recebe um chef a cada semana.
Em agosto do mesmo ano, estreou o programa de variedades Cariocou, derivado do quadro "Cariocando com Isabele Benito" exibido no telejornal SBT Rio. Além de Isabele que deixou a atração em 2018, o programa já foi apresentado por Liane Borges, e atualmente é comandado por Rafael Paiva. Em 27 de outubro de 2018, estreou o programa Caminhos do Chef, apresentado por Rafael Paiva, também veiculado em temporadas. A atração consiste em procurar pratos especiais feitos nos vários restaurantes, botecos e bares do Rio de Janeiro, e as histórias por trás de cada um deles.